# Ahmed Daham Karim
Ahmed Daham Karim (12 ottobre 1973 – 29 dicembre 2021) è stato un calciatore iracheno, di ruolo centrocampista.

## Carriera
Con la Nazionale irachena partecipò alla Coppa d'Asia 1996.